# Combretum brassiciforme
Combretum brassiciforme là một loài thực vật có hoa trong họ Trâm bầu. Loài này được Exell mô tả khoa học đầu tiên năm 1963.